# إدواردو كاميت
إدواردو كاميت (1876 – 15 يوليو 1931) هو مبارز بالسيف أرجنتيني راحل، مثّل بلاده في الألعاب الأولمبية الصيفية 1900.

## روابط خارجية
إدواردو كاميت على موقع أوليمبيديا (الإنجليزية)